# Saint-Pierre-du-Bosguérard
Saint-Pierre-du-Bosguérard és un municipi francès situat al departament de l'Eure i a la regió de Normandia. L'any 2007 tenia 1.012 habitants.

## Demografia

### Població
El 2007 la població de fet de Saint-Pierre-du-Bosguérard era de 1.012 persones. Hi havia 312 famílies de les quals 32 eren unipersonals (20 homes vivint sols i 12 dones vivint soles), 92 parelles sense fills, 176 parelles amb fills i 12 famílies monoparentals amb fills.
La població ha evolucionat segons el següent gràfic:
Habitants censats

### Habitatges
El 2007 hi havia 332 habitatges, 316 eren l'habitatge principal de la família, 6 eren segones residències i 10 estaven desocupats. Tots els 331 habitatges eren cases. Dels 316 habitatges principals, 273 estaven ocupats pels seus propietaris, 41 estaven llogats i ocupats pels llogaters i 2 estaven cedits a títol gratuït; 2 tenien dues cambres, 23 en tenien tres, 83 en tenien quatre i 208 en tenien cinc o més. 270 habitatges disposaven pel capbaix d'una plaça de pàrquing. A 98 habitatges hi havia un automòbil i a 216 n'hi havia dos o més.

### Piràmide de població
La piràmide de població per edats i sexe el 2009 era:
| Homes | Edats   | Dones |
| ----- | ------- | ----- |
| 0     | 95 o +  | 12    |
| 0     | 90 a 94 | 20    |
| 4     | 85 a 89 | 8     |
| 12    | 80 a 84 | 12    |
| 8     | 75 a 79 | 20    |
| 8     | 70 a 74 | 12    |
| 4     | 65 a 69 | 4     |
| 24    | 60 a 64 | 24    |
| 20    | 55 a 59 | 20    |
| 32    | 50 a 54 | 40    |
| 32    | 45 a 49 | 36    |
| 32    | 40 a 44 | 32    |
| 24    | 35 a 39 | 28    |
| 36    | 30 a 34 | 28    |
| 20    | 25 a 29 | 24    |
| 24    | 20 a 24 | 12    |
| 32    | 15 a 19 | 40    |
| 32    | 10 a 14 | 36    |
| 32    | 5 a 9   | 24    |
| 16    | 0 a 4   | 28    |

## Economia
El 2007 la població en edat de treballar era de 616 persones, 480 eren actives i 136 eren inactives. De les 480 persones actives 444 estaven ocupades (235 homes i 209 dones) i 36 estaven aturades (16 homes i 20 dones). De les 136 persones inactives 49 estaven jubilades, 54 estaven estudiant i 33 estaven classificades com a «altres inactius».

### Ingressos
El 2009 a Saint-Pierre-du-Bosguérard hi havia 320 unitats fiscals que integraven 969 persones, la mediana anual d'ingressos fiscals per persona era de 20.184 €.

### Activitats econòmiques
Dels 19 establiments que hi havia el 2007, 2 eren d'empreses de fabricació d'altres productes industrials, 4 d'empreses de construcció, 1 d'una empresa de comerç i reparació d'automòbils, 1 d'una empresa de transport, 1 d'una empresa financera, 4 d'empreses immobiliàries, 4 d'empreses de serveis, 1 d'una entitat de l'administració pública i 1 d'una empresa classificada com a «altres activitats de serveis».
Dels 7 establiments de servei als particulars que hi havia el 2009, 1 era un taller de reparació d'automòbils i de material agrícola, 1 paleta, 1 lampisteria, 2 electricistes, 1 perruqueria i 1 agència immobiliària.
L'any 2000 a Saint-Pierre-du-Bosguérard hi havia 12 explotacions agrícoles que ocupaven un total de 496 hectàrees.

## Equipaments sanitaris i escolars
El 2009 hi havia una escola elemental integrada dins d'un grup escolar amb les comunes properes formant una escola dispersa.

## Poblacions més properes
El següent diagrama mostra les poblacions més properes.